# Arteria toracoacromiale
L'arteria toracoacromiale (o acromiotoracica) origina dal primo segmento dell'arteria ascellare. Alla sua origine è coperta dal tendine del muscolo piccolo pettorale, perfora la fascia clavi-pettorale e si suddivide nei seguenti rami:
- pettorale, che decorre tra i muscoli pettorali irrorando questi e infine la mammella, anastomizzandosi con le diramazioni intercostali della mammaria interna e della arteria toracica laterale;
- acromiale, che decorre lateralmente al processo coracoideo e sotto il muscolo deltoide, irrorandoli, per perforare successivamente il muscolo e portarsi sull'acromion;
- clavicolare, che scorre anteromedialmente all'articolazione sterno-clavicolare (che irrora) e al muscolo succlavio;
- deltoideo, che scorre sul muscolo pettorale minore e passa assieme alla vena cefalica tra i muscoli grande pettorale e deltoideo, irrorandoli.

I suoi rami vascolarizzano inoltre la cute sopra la fascia clavi-pettorale.